# Виноградівка (Вознесенський район)
Виногра́дівка —  село в Україні, у Веселинівській селищній громаді Вознесенського району Миколаївської області. Населення становить 246 осіб. До 2016 року орган місцевого самоврядування — Токарівська селищна рада.